# Jerôme Gondorf
Jerôme Gondorf (* 26. Juni 1988 in Karlsruhe) ist ein ehemaliger deutscher Fußballspieler. 

## Familie
Gondorf stammt aus einer Fußballerfamilie. Seine Mutter spielte in der badischen Auswahl, seine vier Brüder sind allesamt im badischen Amateurfußball aktiv.
Er besitzt zusammen mit seinem Bruder Patric ein Restaurant namens Fräulein Chicken in Malsch.
Gondorf ist seit 2014 verheiratet und Vater von zwei Töchtern.

## Karriere
Gondorf begann 1995 im Karlsruher Stadtteil Palmbach beim ortsansässigen Turn- und Sportverein Palmbach 1905 e. V. mit dem Fußballspielen und wechselte 17-jährig in die Jugendabteilung des Karlsruher SC. Dem Jugendalter entwachsen wechselte er zur Saison 2007/08 zum badischen Verbandsligisten SV Spielberg und in der Folgesaison zum ASV Durlach in die Oberliga Baden-Württemberg, in der er zwei Spielzeiten absolvierte.
Im Februar 2010 verpflichteten ihn die Stuttgarter Kickers, die zuvor aus der 3. Liga abgestiegen waren. Nach drei Spielzeiten gelang Gondorf mit den Kickers der Wiederaufstieg in die dritthöchste Spielklasse. Seinen ersten Profieinsatz hatte er am 21. Juli 2012 am ersten Spieltag bei der 1:2-Niederlage im Auswärtsspiel bei Hansa Rostock.
Zur Saison 2013/14 wechselte Gondorf zum aufgrund eines Lizenzentzugs in der 3. Liga verbliebenen SV Darmstadt 98, mit dem er zunächst 2014 in die Zweite Bundesliga und 2015 als Tabellenzweiter in die Bundesliga aufstieg. Am 9. April 2016 erzielte er im Spiel gegen den Hamburger SV mit dem 2:0 in der 54. Minute seinen ersten Treffer in der Bundesliga.
Nach dem Abstieg der Darmstädter wechselte Gondorf zur Saison 2017/18 zu Werder Bremen und blieb damit in der Bundesliga.
Nach einer Saison in Bremen, in der er oft nur Einwechselspieler war, wechselte Gondorf im Sommer 2018 zum SC Freiburg.
Nachdem der Mittelfeldspieler auch im Breisgau nur Ergänzungsspieler war, wurde er Anfang Januar 2020 innerhalb der Winterpause bis Saisonende an seinen Jugendverein Karlsruher SC, der in die zweite Bundesliga aufgestiegen war, verliehen. Bis auf eine Partie, die er wegen einer Gelbsperre verpasste, stand der Karlsruher in allen Pflichtspielen im offensiven oder zentralen Mittelfeld in der Startelf. Im DFB-Pokal scheiterte Gondorf mit dem KSC im Achtelfinale am späteren Halbfinalisten 1. FC Saarbrücken, in der Liga wurde knapp die Klasse gehalten. Durch eine im Leihvertrag enthaltene Klausel verpflichtete Karlsruhe den Spieler im Anschluss an die Leihe fest und stattete ihn mit einem bis zum 30. Juni 2022 gültigen Vertrag aus. Zur Saison 2020/21 wurde Gondorf von Trainer Christian Eichner zum neuen KSC-Kapitän bestimmt.
Gondorfs letzter Vertrag beim Karlsruher SC galt nach automatischer Verlängerung durch Erreichen einer vereinbarten Mindestanzahl an Ligaspielen bis 2024. Mitte Februar 2024 gab Gondorf bekannt, dass er seine Karriere zum Saisonende 2023/24 beenden werde. Im Sommer 2024 verklagte Gondorf seinen ehemaligen Arbeitgeber Karlsruher SC vor dem Arbeitsgericht Karlsruhe mit der Begründung, durch die automatische Verlängerung seines Vertrages sei auch die Verlängerungsklausel selbst Bestandteil des neuen Vertrages geworden, sodass sich sein Vertrag nach Erreichen der Mindestanzahl in der Saison 2023/24 wiederum um ein Jahr verlängert habe. Das Arbeitsgericht Karlsruhe wies die Klage im Januar 2025 ab.

## Erfolge
Stuttgarter Kickers
- Aufstieg in die 3. Liga: 2012

SV Darmstadt 98
- Aufstieg in die 2. Bundesliga: 2014
- Vizemeister der 2. Bundesliga und Aufstieg in die Bundesliga: 2015